# Niedziela Palmowa

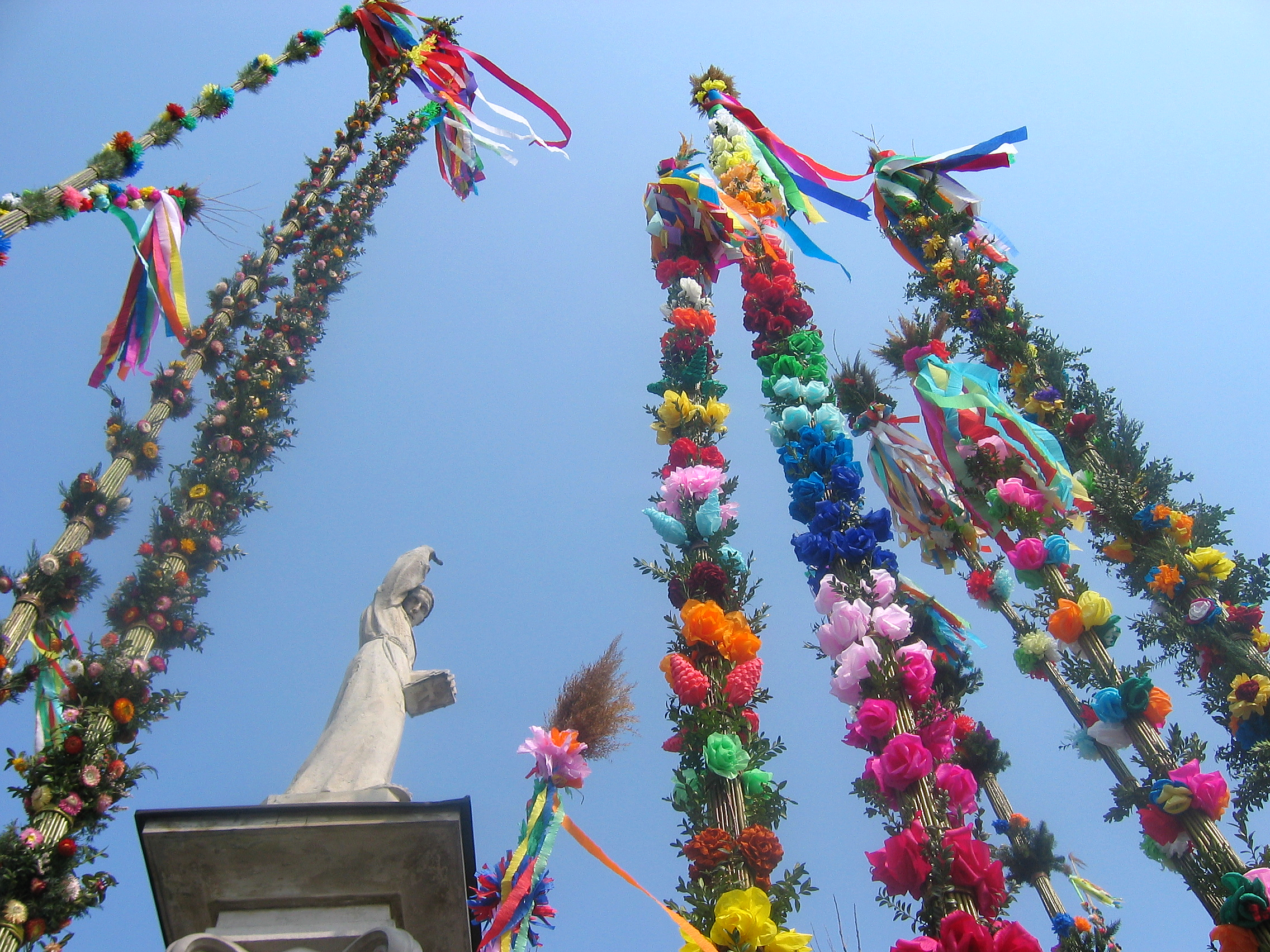
Niedziela Palmowa w Lipnicy Murowanej

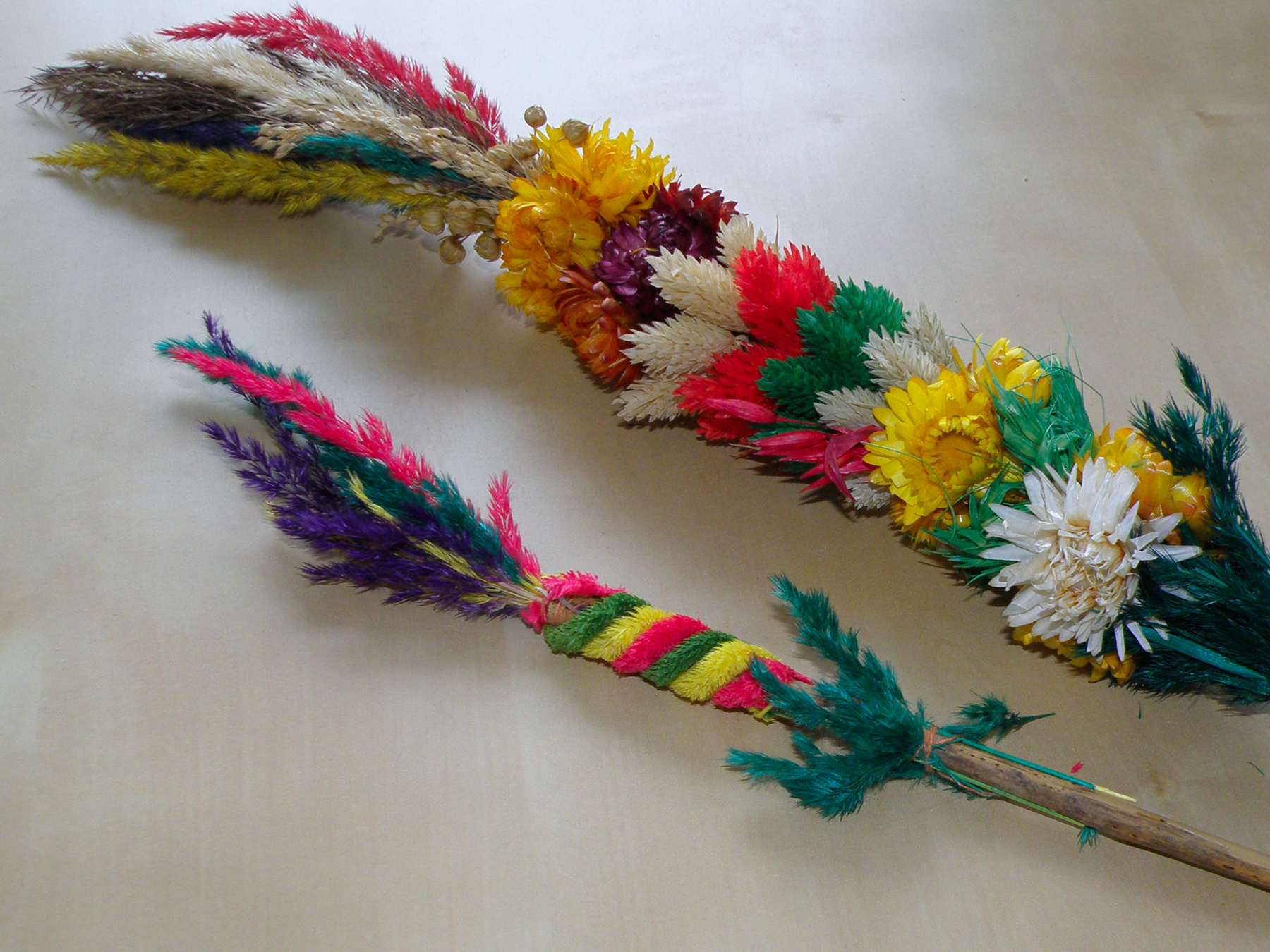
Palmy wielkanocne

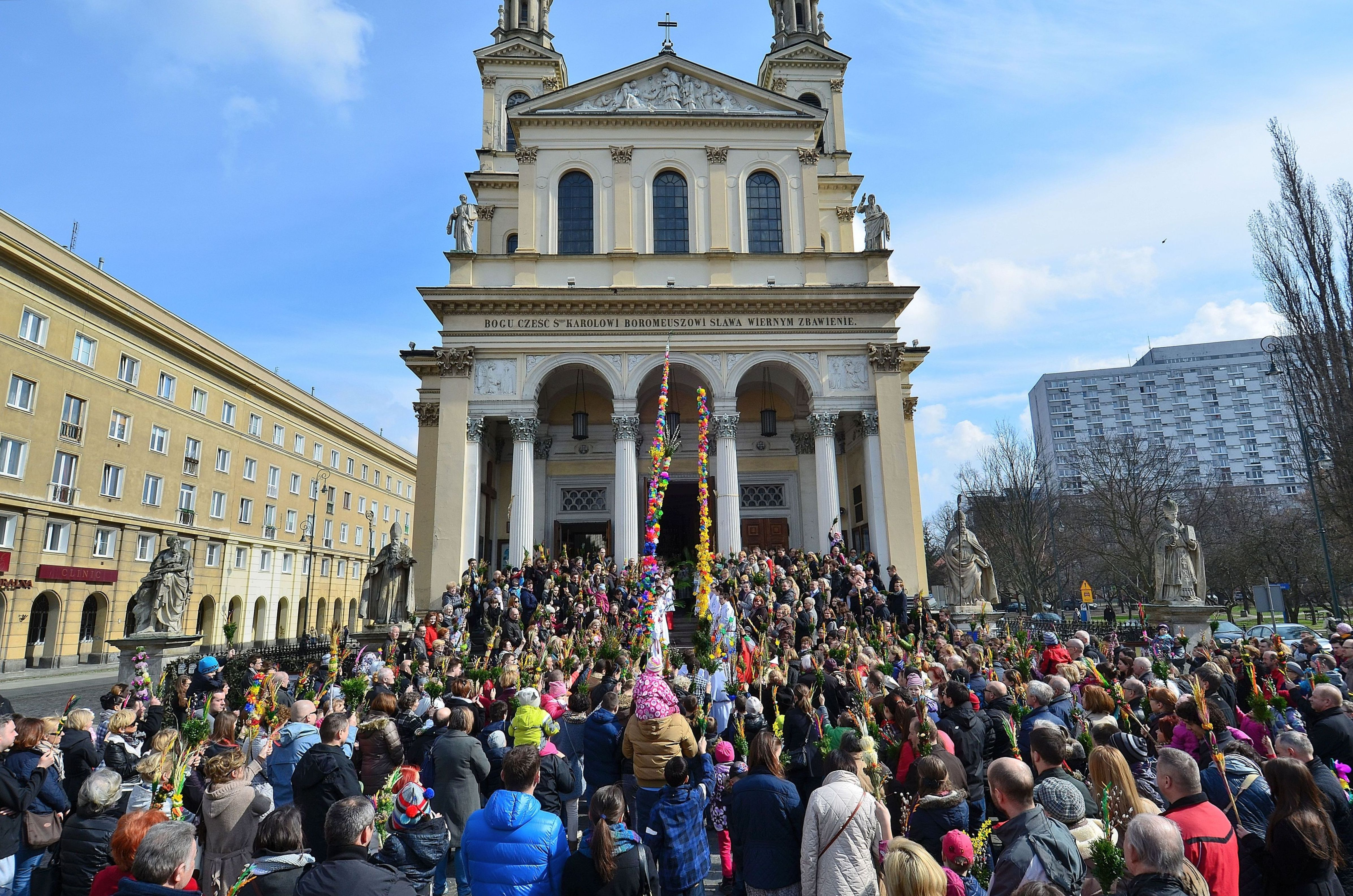
Święcenie palm wielkanocnych w Niedzielę Palmową przed kościołem św. Karola Boromeusza w Warszawie (2015)

Niedziela Palmowa („Niedziela Męki Pańskiej”, zwana też „Kwietną” lub „Wierzbną”, w formie nadzwyczajnej rytu rzymskiego: „Druga Niedziela Męki Pańskiej”) – święto ruchome w kalendarzu chrześcijańskim przypadające 7 dni przed Wielkanocą. Rozpoczyna Wielki Tydzień. Może wypaść pomiędzy 15 marca a 18 kwietnia.

## Historia
Święto zostało ustanowione na pamiątkę przybycia Chrystusa do Jerozolimy. Rozpoczyna okres przygotowania duchowego do świąt, będącego wyciszeniem, skupieniem i przeżywaniem męki Chrystusa. Pierwsze znane zapisy dotyczące święta pochodzą z dziennika pątniczki Egerii, a datowane są na lata osiemdziesiąte IV wieku. Z Jerozolimy procesja Niedzieli Palmowej rozprzestrzeniła się na kraje chrześcijańskiego Wschodu. Niedziela Palmowa obchodzona jest w Polsce od średniowiecza. Według obrzędów katolickich tego dnia wierni przynoszą do kościoła palemki, symbol odradzającego się życia.
Od 1986, zgodnie z wolą papieża Jana Pawła II, w Niedzielę Palmową obchodzony był prawie corocznie diecezjalny Światowy Dzień Młodzieży (z wyjątkiem lat, gdy przeprowadzano festiwal międzynarodowy). Po raz ostatni ŚDM odbył się w ramach Niedzieli Palmowej w 2020, od kolejnego roku został przez papieża Franciszka na stałe przeniesiony na Uroczystość Jezusa Chrystusa, Króla Wszechświata.

## Wjazd do Jerozolimy
W wieczór poprzedzający wjazd Jezusa do Jerozolimy (Na sześć dni przed Paschą) odbyła się w Betanii w domu Szymona Trędowatego uczta (J 12, 1-11). Wjazd Jezusa do Jerozolimy opisali wszyscy Ewangeliści (Mt 21,1-11; Mk 11,1-11; Łk 19,29-40; J 12,12-19). Będąc w okolicy Betfage, Chrystus polecił swoim dwóm uczniom, by poszli do pobliskiej wsi i przyprowadzili znajdującego się tam osła (w Ewangelii św. Mateusza mowa jest o oślicy i osiołku). Na pytania, czemu to robią, Jezus kazał im odpowiedzieć: Pan go potrzebuje. Gdy to zrobili, Chrystus dosiadł osiołka i na nim wjechał do Jerozolimy. Lud wyszedł mu na spotkanie, słał pod nogi płaszcze i gałązki, wykrzykując: Hosanna! Błogosławiony Ten, który przychodzi w imię Pańskie. Błogosławione królestwo ojca naszego Dawida, które przychodzi. Hosanna na wysokościach! Wydarzenie to miało być spełnieniem słów ze Starego Testamentu: Raduj się wielce, Córo Syjonu, wołaj radośnie, Córo Jeruzalem! Oto Król twój idzie do ciebie, sprawiedliwy i zwycięski. Pokorny – jedzie na osiołku, na oślątku, źrebięciu oślicy (Za 9,9).

## Zwyczaje

### Palmy
Bogate tradycje ma wykonywanie palm wielkanocnych od VII wieku święconych w Niedzielę Palmową, co zapoczątkował Kościół francuski. Święcenie własnoręcznie wykonanych palm w rozbudowanej formie zachowało się m.in. na Kurpiach w parafii Lipniki i Nysie oraz Łyse, a także w Małopolsce w Lipnicy Murowanej i w Limanowej. W wielu miejscowościach odbywają się coroczne konkursy na najdłuższą i najpiękniej wykonaną palmę. Palmy w Polsce osiągają wysokość od kilkunastu centymetrów do kilkudziestu metrów (wymóg konkursowy – muszą samodzielnie stać). Palmy wykonuje się z różnych materiałów, wykonując rozmaite elementy dekoracyjne.
Charakterystyczne typy w Polsce to przede wszystkim:
- palma wileńska – z różnych rodzajów traw i drobnych kwiatów, suszonych i barwionych na różne kolory ciasno owiniętych wokół kijka/w formie wałeczka[6], długość od 20 do 50–70 cm, spopularyzowana przez Cepelię[7], popularna szczególnie w dużych miastach;
- palma kurpiowska – z bibułowych ręcznie wykonywanych kwiatów, przymocowanych do leszczynowego (lub z młodej sosny) pręta oplecionego dodatkowo borówką, jałowcem, bukszpanem; długość od 2 metrów do 10 metrów[8];
- palma z południa Polski – kilkunastometrowe pręty wierzbowe, wiklinowe albo leszczynowe przewiązane rytmicznie szpagatem lub rzemieniem; na górze czub ze sztucznych kolorowych kwiatów, bazi, bukszpanu, cisu; doczepione kolorowe wstążki[9].

Poza Polską zwyczaj ten przetrwał w południowych Niemczech (palemki wykonane z bukszpanu i bazi) oraz w Austrii (palemki z bazi, ostrokrzewu lub bukszpanu, ozdobione wstążkami).
Zwyczaje i przesądy związane z palemkami:
- połknięcie bazi z poświęconej palmy miało zagwarantować brak bólu głowy i chorób gardła[11]. Pierwotnie mógł być to zabieg magiczny zapewniający płodność[12].
- palemki zatykano za świętym obrazem w domu, a zimą spalano, by popiołu użyć następnie w czasie Środy Popielcowej[13].
- palm nie można było trzymać „do góry nogami” – by nie gziły się krowy[14]
- w zależności od regionu poświęconą palmą obijano na pomyślność boki zwierząt w gospodarstwie albo wręcz przeciwnie (muchy by się trzymały tych krów)[14]
- z poświęconych palm wyjmowano gałązki wierzbowe i utworzone z nich krzyżyki zatykano w glebie na zasianych polach – miało to chronić przyszłe zbiory przed suszą, burzą itp.[15]

### Procesje
Procesje w Niedzielę Palmową były obecne od pierwszych wieków chrześcijaństwa – zapoczątkowane w Jerozolimie, rozpowszechniły się na innych terenach. W Polsce tradycją Niedzieli Palmowej była m.in. procesja z Jezuskiem Palmowym. Obecnie w Polsce zachowana jest w niewielu miejscowościach (Szydłowcu, Tokarni w powiecie myślenickim i Nowym Stawie w powiecie malborskim). W Tokarni powrócono do tej właśnie tradycji (zaniechanej w XVIII wieku) obnoszenia figury Jezusa na osiołku podczas procesji z palmami.
Istotnym elementem tego dnia są też tzw. procesje do pól, np. konne w województwach opolskim i śląskim.

### Przebierańcy
Dawnym zwyczajem są Pucheroki, czyli przebierańcy w wysokich czapkach przyozdobionych bibułowymi wstążkami, odwiedzający z oracjami domy rano w Niedzielę Palmową. Zwyczaj jest nadal żywy we wsiach podkrakowskich, m.in. w Bibicach, Zielonkach i Trojanowicach.